# Hockey sur gazon aux Jeux africains de 2023
Navigation
Abuja 2003 Le Caire 2027
Les tournois de hockey sur gazon aux Jeux africains de 2023 se dérouleront du 17 au 22 mars 2024 au Theodosia Okoh Hockey Stadium,. Neuf équipes (cinq hommes et quatre femmes) s'affronteront dans leurs tournois respectifs. Ce sera la 6e édition des tournois de hockey sur gazon aux Jeux africains.
Les épreuves de hockey sur gazon devaient se tenir en août 2023, mais elles ont été reportées du 17 au 22 mars 2024 en raisons des désagréments de droits de marché et des retards dans les enseignes.

## Qualifications
Les 2 premières équipes de la zone Afrique du Classement mondial de la FIH sont directement qualifiées tandis que toutes les autres équipes sont qualifiées via les qualifications en trois zones différentes,.

### Qualifications masculines
| Événement                                | Dates                      | Lieu   | Quotas | Qualifiés     |
| ---------------------------------------- | -------------------------- | ------ | ------ | ------------- |
| Classement mondial FIH                   | NC                         | NC     | 1      | Égypte        |
| Qualification zone Afrique du Nord-Est   | 6 juin 2022                | Annulé | 1      | Kenya         |
| Qualification zone Afrique du Nord-Ouest | Annulé                     | Abuja  | 2      | Ghana Nigeria |
| Qualification zone Afrique Sud-Centrale  | 31 août - 4 septembre 2022 | Harare | 0      | [ ZM-ZW 1 ]   |
| Total                                    | Total                      | Total  | 4      |               |

1. ↑  L'Afrique du Sud initialement qualifiée renonce finalement à la compétition[7].

1. ↑  L'Ouganda initialement qualifié renonce finalement à la compétition

1. ↑  La Zambie et le Zimbabwe initialement qualifiés renoncent finalement à la compétition

### Qualifications féminines
| Événement                                | Dates                      | Lieu   | Quotas | Qualifiés   |
| ---------------------------------------- | -------------------------- | ------ | ------ | ----------- |
| Classement mondial FIH                   | NC                         | NC     | 1      | Ghana       |
| Qualification zone Afrique du Nord-Est   | 6 juin 2022                | Annulé | 1      | Kenya       |
| Qualification zone Afrique du Nord-Ouest | Annulé                     | Abuja  | 1      | Nigeria     |
| Qualification zone Afrique Sud-Centrale  | 31 août - 4 septembre 2022 | Harare | 0      | [ NA-ZW 1 ] |
| Total                                    | Total                      | Total  | 3      |             |

1. ↑  L'Afrique du Sud initialement qualifiée renonce finalement à la compétition[7]

1. ↑  L'Ouganda initialement qualifié renonce finalement à la compétition

1. ↑  La Namibie et le Zimbabwe initialement qualifiés renoncent finalement à la compétition

## Critères
En cas d'égalité de points de plusieurs équipes à l'issue des matchs de poule, les critères suivants sont appliqués dans l'ordre indiqué pour établir leur classement:
1. Points de chaque équipe,
2. Matchs gagnés,
3. Différence de buts,
4. Buts pour,
5. Plus grand nombre de points obtenus dans les matchs de poule disputés entre les équipes concernées,
6. Buts marqués en plein jeu.

## Tournoi masculin

### Premier tour
Légende :
- Finale
- Match pour la 3e place

| Rang | Équipe   | Pts | J | G | N | P | Bp | Bc | Diff |
| ---- | -------- | --- | - | - | - | - | -- | -- | ---- |
| 1    | Égypte T | 9   | 3 | 3 | 0 | 0 | 9  | 6  | +3   |
| 2    | Ghana H  | 6   | 3 | 2 | 0 | 1 | 4  | 2  | +2   |
| 3    | Nigeria  | 3   | 3 | 1 | 0 | 2 | 6  | 7  | -1   |
| 4    | Kenya    | 0   | 3 | 0 | 0 | 3 | 4  | 8  | -4   |

| 17 mars 2024 | Ghana   | 1 - 0 | Nigeria |
| 17 mars 2024 | Kenya   | 2 - 3 | Égypte  |
| 18 mars 2024 | Égypte  | 5 - 4 | Nigeria |
| 18 mars 2024 | Kenya   | 1 - 3 | Ghana   |
| 20 mars 2024 | Nigeria | 2 - 1 | Kenya   |
| 20 mars 2024 | Ghana   | 0 - 1 | Égypte  |

### Tour pour les médailles

#### Tableaux
|  | Finale       |        |          |          |  |  |  |  |  |  |
|  |              |        |          |          |  |  |  |  |  |  |
|  | 22 mars 2024 |        |          |          |  |  |  |  |  |  |
|  | Égypte       | Égypte | 2 (3)tab | 2 (3)tab |  |  |  |  |  |  |
|  | Égypte       | Égypte | 2 (3)tab | 2 (3)tab |  |  |  |  |  |  |
|  | Ghana        | Ghana  | 2 (1)    | 2 (1)    |  |  |  |  |  |  |
|  | Ghana        | Ghana  | 2 (1)    | 2 (1)    |  |  |  |  |  |  |

|  | Troisième place |         |   |   |  |  |  |  |  |  |
|  |                 |         |   |   |  |  |  |  |  |  |
|  | 22 mars 2024    |         |   |   |  |  |  |  |  |  |
|  | Nigeria         | Nigeria | 2 | 2 |  |  |  |  |  |  |
|  | Nigeria         | Nigeria | 2 | 2 |  |  |  |  |  |  |
|  | Kenya           | Kenya   | 1 | 1 |  |  |  |  |  |  |
|  | Kenya           | Kenya   | 1 | 1 |  |  |  |  |  |  |

### Classement final
| Rang                        | Équipe   | J | V | N | D | BP | BC | Diff | Pts | Classement mondial FIH | Classement mondial FIH | Classement mondial FIH |
| Rang                        | Équipe   | J | V | N | D | BP | BC | Diff | Pts | Avant                  | Après                  | +/-                    |
| --------------------------- | -------- | - | - | - | - | -- | -- | ---- | --- | ---------------------- | ---------------------- | ---------------------- |
| Médaille d'or, Afrique      | Égypte T | 4 | 3 | 1 | 0 | 11 | 8  | +3   | 10  | 18                     | 17                     | +1                     |
| Médaille d'argent, Afrique  | Ghana H  | 4 | 2 | 1 | 1 | 6  | 4  | +2   | 7   | 35                     | 34                     | +1                     |
| Médaille de bronze, Afrique | Nigeria  | 4 | 2 | 0 | 2 | 8  | 8  | 0    | 6   | 37                     | 37                     | 0                      |
| 4                           | Kenya    | 4 | 0 | 0 | 4 | 5  | 10 | -5   | 0   | 56                     | 75                     | -19                    |

## Tournoi féminin

### Premier tour
Légende :
- Finale

| Rang | Équipe  | Pts | J | G | N | P | Bp | Bc | Diff |
| ---- | ------- | --- | - | - | - | - | -- | -- | ---- |
| 1    | Ghana H | 6   | 2 | 2 | 0 | 0 | 5  | 1  | +4   |
| 2    | Nigeria | 3   | 2 | 1 | 0 | 1 | 1  | 1  | 0    |
| 3    | Kenya   | 0   | 2 | 0 | 0 | 2 | 1  | 5  | -4   |

| 17 mars 2024 | Kenya   | 1 - 4 | Ghana |
| 18 mars 2024 | Nigeria | 0 - 1 | Ghana |
| 20 mars 2024 | Nigeria | 1 - 0 | Kenya |

### Tour pour les médailles

#### Tableau
|  | Finale       |         |          |          |  |  |  |  |  |  |
|  |              |         |          |          |  |  |  |  |  |  |
|  | 22 mars 2024 |         |          |          |  |  |  |  |  |  |
|  | Ghana        | Ghana   | 0 (4)tab | 0 (4)tab |  |  |  |  |  |  |
|  | Ghana        | Ghana   | 0 (4)tab | 0 (4)tab |  |  |  |  |  |  |
|  | Nigeria      | Nigeria | 0 (3)    | 0 (3)    |  |  |  |  |  |  |
|  | Nigeria      | Nigeria | 0 (3)    | 0 (3)    |  |  |  |  |  |  |

### Classement final
| Rang                        | Équipe  | J | V | N | D | BP | BC | Diff | Pts | Classement mondial FIH | Classement mondial FIH | Classement mondial FIH |
| Rang                        | Équipe  | J | V | N | D | BP | BC | Diff | Pts | Avant                  | Après                  | +/-                    |
| --------------------------- | ------- | - | - | - | - | -- | -- | ---- | --- | ---------------------- | ---------------------- | ---------------------- |
| Médaille d'or, Afrique      | Ghana H | 3 | 2 | 1 | 0 | 5  | 1  | +4   | 7   | 37                     | 31                     | +6                     |
| Médaille d'argent, Afrique  | Nigeria | 3 | 1 | 1 | 1 | 1  | 1  | 0    | 4   | 35                     | 36                     | -1                     |
| Médaille de bronze, Afrique | Kenya   | 2 | 0 | 0 | 2 | 1  | 5  | -4   | 0   | 30                     | 33                     | -3                     |

## Médaillés
| Épreuves         | Or | Argent | Bronze |
| ---------------- | --- | --- | --- |
| Tournoi masculin | Égypte- Ahmad Elnaggar - Ahmad Elganaini - Ahmed Mesallam - Amr Ahmed - Ashraf Gomaa - Hossameldin Abdalla - Hussein Aburady - Karim Atef - Mahmoud Aboutaleb - Mohamed Saber - Mohamed Elsayed - Mohamed Hemid - Mostafa Mansour - Mostafa Elyamani - Ziad Ibrahim                                               | Ghana- Abdellah Addisson - Alfred Ntia - Benjamin Kweku Acquah - Benjamin Kwofie - Charles Abbiw - Derrick Fialor - Emmanuel Ankomah - Emmanuel Akaba - Ernest Opoku - Eugene Acheampong - Francis Lartey Tettey - Joshua Kwaku Pepperah - Luke Kofi - Malik Abdul - Mathew Damalie - Richard Adjei - Samuel Agbeli - Stephen Ofosu Asamoah                     | Nigeria- Benjamin Ibrahim - Joseph Christopher - Dennis Solomon - Endurance Nzete - Godwin Sunday - Haruna Yohanna - Ibrahim Elkana - Isaac Patrick - James Samaila - Joseph Adamu - Kelvin Linus - Victor Kish - Michael John - Muiz Bello - Mustapha Abdullahi - Olawale Ajiblia - Olawale Ajibua - Olayinka Jayeoba - Peter John |
| Tournoi féminin  | Ghana- Abigail Boye - Mercy Ackon - Sulemana Adizatu - Adwoa Amoah - Mavis Ampem Darkoa - Doris Antwi - Cecilia Amoako - Ernestina Coffie - Hagiet Copson - Elizabeth Opoku - Acquah Juwaila - Lydia Afriyie - Margaret Owusuwaa - Mavis Berko - Umaru Nafisatu - Racheal Bamfo - Umaru Nalisatu - Vivian Narkuor | Nigeria- Jerry Aghalelosa - Aisha Adamu - Benedicta Johnson - Josephine Christopher - Comfort Saturday - Damilola Ogunmakin - Esther Billo - Esther Chukwu - Faith Obukowho - Hannah Hossanah - Precious Irimiya - Iveren Ajekwe - Alfa John - Joy Christopher - Mary Danboyi - Morufat Adeyemi - Baba Ndana - Umweni Osarugue - Queenesther Njoku - Martha Oku | Kenya - Alice Wanjiku - Caroline Guchu - Diana Bariti - Flavia Mutiva - Leah Omwandho - Lynne Kipsang - Maureen Okumu - Vivian Onyango - Naom Kemunto - Quinter Okore - Gaudencia Ochieng - Rachael Njogu - Maurine Oduor - Beverlyne Akoth - Maurine Sumbwa - Nichole Odhiambo - Eleanor Chebet                                    |